# Euclysia intermedia
Euclysia intermedia är en fjärilsart som beskrevs av W. Warren 1907. Euclysia intermedia ingår i släktet Euclysia och familjen mätare. Inga underarter finns listade i Catalogue of Life.